# 도라에몽 TV 주제가 대전집
도라에몽 TV 주제가 대전집은 도라에몽 방영 30주년을 기반하여 발매된 오프닝, 엔딩곡을 모아 내놓은 앨범이다.

## 트랙 목록
Disc 1:
1. 꿈을 이루어줘 도라에몽 夢をかなえてドラえもん, MAO, TV: (2007–현재)
2. 껴안아주세요 ハグしちゃお, 나츠카와 리미, TV: (2005–2007)
3. 나는 도라에몽 ぼくドラえもん, 오야마 노부요)
4. 도라에몽의 노래 ドラえもんのうた, 오오스기 쿠미코, TV: (1973-1975), 영화: (1980-1989), STAR Chinese Channel: (21 October 1991-20 October 1993)
5. 도라에몽의 노래 ドラえもんのうた, 야마노 사토코, TV: (1979–2001), movies: (1990-1999 & 2001-2004), STAR Chinese Channel: (21 October 1993-30 March 1996)
6. 도라에몽의 노래 ドラえもんのうた, 도쿄 퍼핀, TV: (2002–2003)
7. 도라에몽의 노래 ドラえもんのうた, 와타나메 비사토, TV: (2003–2004)
8. 도라에몽의 노래 ドラえもんのうた, AJI, TV: (2004–2005)
9. 도라에몽 그림 그리기 노래ドラえもん・えかきうた, 미즈타 와사비)
10. 도라미짱 그림 그리기 노래 ドラミちゃんのえかきうた, 치아키)
11. 도라에몽 그림 그리기 노래 ドラえもん・えかきうた, 오오야마 노부요)
12. 도라미짱 그림 그리기 노래 ドラミちゃんのえかきうた, 요코자와 케이코)

Disc 2:
1. 푸른 하늘은 주머니이지요 青い空はポケットさ, 오오스기 쿠미코)
2. 둥근 얼굴의 노래 まる顔のうた, 오오야마 노부요)
3. 산타 클로스는 어디계실까サンタクロースはどこのひと, 오오야마 노부요)
4. 우리들은 지구인 ぼくたち地球人, 호리에 미츠코)
5. 푸른 하늘이 좋아 青空っていいな, 호리에 미츠코)
6. 내일도 ♥ 친구 あしたも♥ともだち, 니시와키 유이)
7. 나는 도라에몽2112 ぼくドラえもん2112, 오오미야 노부요)
8. 다시 만날때까지 またあえる日まで, 유즈)
9. 민들레 시 노래タンポポの詩 歌, The Alfee)
10. YUME 비요리 YUME日和, Hitomi Shimatani)
11. 아 좋겠다! あぁ いいな!, W)
12. 도라에몽 음단 ドラえもん音頭, Nobuyo Oyama)
13. 무용 · 중 · 드라마 도라에몽 선창 踊れ・どれ・ドラ　ドラえもん音頭, 미즈타 와사비 외
14. 무용 · 중 · 드라마 도라에몽 선창 2007 踊れ・どれ・ドラ　ドラえもん音頭 2007, 미즈타 와사비 외